# Campeonato Acriano de Futebol de 2018 - Segunda Divisão
O Campeonato Acriano de Futebol - Segunda Divisão de 2018 foi a 11ª edição do torneio, 8º organizada pela Federação de Futebol do Estado do Acre. A competição deu ao campeão Independência, uma vaga para a primeira divisão da competição de 2019

## Regulamento
Fase Única – Primeiro fase – Nessa fase, as equipes jogarão entre si em turno e returno. A equipe que somar mais pontos será declarada Campeã da Segunda Divisão do Acre de 2018. Ao total, serão seis rodadas com duas folgas pra cada equipe.

### Critério de desempate
Os critério de desempate foram aplicados na seguinte ordem:
1. Maior número de vitórias
2. Maior saldo de gols
3. Maior números de gols marcados contra o mandante da partida
4. Maior número de gols pró (marcados)
5. Maior número de gols contra (sofridos)
6. Confronto direto
7. Menor número de cartões vermelhos
8. Menor número de cartões amarelos
9. Sorteio

## Equipes participantes
- O Alto Acre foi eliminado da competição pois não inscreveu jogadores na competição, implicando na sua exclusão e encurtamento do campeonato.

## Premiação
| Campeonato Acriano de 2018 - Segunda Divisão |
| Rio Branco                                   |
| -------------------------------------------- |
| IndependênciaRio Branco Campeão (1º título)  |